# Rowen (Wales)

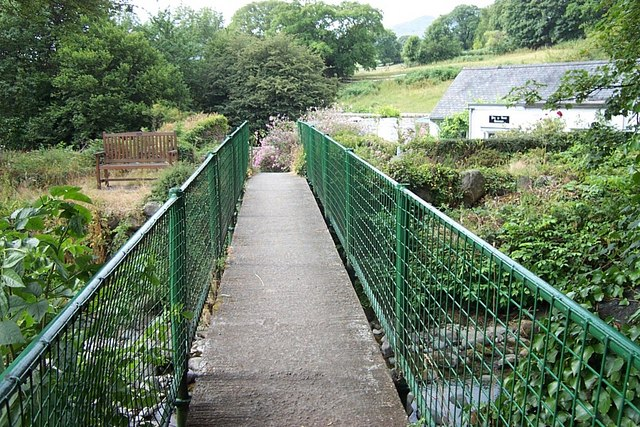
Fußgängerbrücke über den Afon Roe in Rowen

Rowen ist ein Dorf an den westlichen Hängen des Conwy Valleys in der Gemeinde Caerhun und der ehemaligen Grafschaft Caernarfonshire in Wales. Es liegt an der B5106 zwischen Tal-y-Bont und dem Groes Inn. Gemäß Buildings of Gwynedd (2009) soll der Fluss Roe der Römerstraße von Caerhun nach Abergwyngregyn folgen. Rowen hat schon mehrmals einen Preis für das sauberste Dorf gewonnen.
In jüngerer Zeit wurde der Name des Dorfes in verschiedenen Schreibweisen verwendet: „Y Wy-Wen“ (weißer Fluss), „Rowen“, „Ro-wen“, „Roe Wen“ und „Roewen“. Obwohl die Volkszählung von 1851 den Namen „Ro-wen“ verzeichnet, verwenden die meisten Karten aus dem frühen 20. Jahrhundert einfach den Namen „Y Ro“, walisisch für „Kies“ oder „Kiesel“. Das Wort Wen bedeutet „weiß“, könnte aber auch „heilig“ bedeuten.
Der Afon Roe, ein Nebenfluss des Flusses Conwy, fließt durch das Dorf. Ein Nebenfluss des Afon Roe ist der Afon Tafolog, der die östlichen Hänge des Drum, eines Berges im Carneddau-Gebirge, entwässert.
Das Dorf hat ein Hotel, Tir y Coed, einen Pub, Y Tŷ Gwyn, und eine Gedenkhalle, aber die kleine Grundschule wurde 2011 geschlossen. Es gibt eine Jugendherberge am Hang eine Meile westlich des Dorfes. In den 1960er Jahren kam der soziale Wohnungsbau in das Dorf – Llanerch Estate.
In der Vergangenheit hatte das Dorf eine größere Bedeutung: Es gab drei Mühlen, mehrere Schankwirtschaften und Gasthöfe. Es gab auch eine Pandy- oder Walkmühle, so dass in der Nähe Wolltuch hergestellt worden sein muss. Das Dorf ist in den Karten der Caerhun Common Enclosure Award verzeichnet. Die Karte verweist auf den Bau der White Hart Road auf dem Berg oberhalb von Fotty Gwyn und die römische Brücke, die möglicherweise mit der alten königlichen Postkutsche zusammenhängt. In der Vergangenheit gab es Verbindungen zu Viehtreibern und Jahrmärkten. Die Bulkley Mill (1684 fertiggestellt) ist eine der bemerkenswerten alten Mühlen des Dorfes. Eine historische Quelle berichtet von einem Wolkenbruch oberhalb des Dorfes, bei dem Häuser verloren gingen (wahrscheinlich Mitte des 18. Jahrhunderts).
In der Nähe befindet sich die Römerstraße durch Bwlch-y-Ddeufaen mit dem Steinkreis Maen-y-Bardd.